# Felicitas (película)
Felicitas es una película argentina basada en la vida de Felicitas Guerrero dirigida por Teresa Costantini y protagonizada por Sabrina Garciarena y Gonzalo Heredia. La película cuenta la trágica y breve vida de Felicitas guerrero y Enrique Ocampo. Se amaron con pasión pero el deber y la obediencia los separó. Fue estrenada en 2009.

## Sinopsis
La historia transcurre en la Buenos Aires de 1862, Felicitas Guerrero es una hermosa adolescente que está enamorada de Enrique Ocampo y ambos son muy felices juntos a pesar de lo que dice la familia de ella.  Su padre sabe cuanto ama su hija a Enrique Ocampo, sin embargo, la obliga a casarse con Don Martín De Álzaga, el hombre más rico de la Argentina y 35 años mayor que ella. Tras enterarse de esto, Enrique decide alistarse en el ejército e irse, quien sabe por cuanto tiempo, a la guerra contra el Paraguay.
Los ruegos de Felicitas a sus padres para que no la obliguen a casarse con el no sirvieron y ella fue obligada a hacerlo. Un año después de la boda nace Félix de Álzaga, el único hijo del matrimonio. Félix muere en 1869 por culpa de la epidémia de la fiebre amarilla. Felicitas presiente que no va a poder sobrellevar la muerte de su hijo y para colmo un año después muere Don Martín. Ahora Felicitas es una joven de 26 años hermosa y rica. 
Los pretendientes no tardan en aparecer y ella se enamora de su vecino de hacienda, el joven Samuel Sáenz Valiente, a quien conoció en una noche tormentosa cuando este le ofreció su ayuda al ver que su carreta no podía avanzar. Lo realmente malo comienza cuando Enrique vuelve de la guerra y busca a Felicitas. Celoso por el romance entre Felicitas y Samuel, decide ir a la reunión donde Felicitas va a anunciar su compromiso con Samuel, la busca, la encuentra y la lleva hacia el despacho que le pertenecía al difunto esposo de Felicitas. Ella rechaza la proposición de Enrique de que escaparan juntos hacia un lugar lejano y sale del despacho. Al rato, Enrique la vuelve a buscar y se la lleva. Menos de un minuto después su prima, Manuela, y su mamá, Felisa, le preguntan a los invitados si no vieron a Felicitas. Todos los invitados salen a buscarla y Manuela grita: En la laguna ¡Están juntos! y todos fueron hacia la laguna y los hombres fueron con sus revolveres en la mano sin saber que Enrique también tenía uno. En acción de amenaza, Enrique saca el arma, la coloca en el cuello de Felicitas sin intenciones de matarla y les pide a todos que bajen las suyas. 
El arma de Enrique se dispara accidentalmente y Felicitas cae al suelo. Al ver que su amada ha muerto, Enrique se suicida pegándose un tiro en la cabeza. Enrique muere en el acto mientras que Felicitas solo sobrevive unos segundos, los cuales fueron suficientes para que ella pudiera ponerse pegada a Enrique y así irse juntos de este mundo para poder vivir su amor eterno en los cielos.

## Reparto
| Actor              | Personaje             |
| ------------------ | --------------------- |
| Sabrina Garciarena | Felicitas Guerrero    |
| Gonzalo Heredia    | Enrique Ocampo        |
| Alejandro Awada    | Carlos Guerrero       |
| Ana Celentano      | Felisa Guerrero       |
| Nicolás Mateo      | Cristian De María     |
| Antonella Costa    | Manuela               |
| Luis Brandoni      | Martín de Álzaga      |
| José Luis Alfonzo  | Escobar               |
| Michel Noher       | Samuel Sáenz Valiente |
| Ana Canga Mina     | Alba                  |

## Personajes
Felicitas Guerrero
Hermosa y sensual al mismo tiempo, Felicitas es, como lo afirman las crónicas de su tiempo, la mujer más atractiva de Buenos Aires. Pertenece a una familia de la alta sociedad que le ha inculcado sus delicados modales. Inteligente y avispada, pero aún sumisa a la voluntad de su padre a quien ama, tiene una pasión: las ranas, que colecciona como un tesoro desde su infancia. El casamiento con Martín de Álzaga, mucho mayor que ella, amigo de su padre, y a quien no ama, es una prueba más de su aceptación al mandato paterno. Pero Felicitas tiene un amor de juventud, Enrique Ocampo, y no logra olvidarlo. La nueva vida en el campo de su marido, poderoso hacendado, y la llegada de su primer hijo le hacen poner los pies sobre la tierra y, sin perder sus rasgos esenciales, cambia los caprichos y los sueños locos de la juventud por la aceptación de su lugar en el mundo: ser una reina en un mundo de hombres. Con fortaleza y convicción, lleva adelante este papel contra cualquier obstáculo. Se enamora del campo y la vida rural tanto como de las delicadezas de la moda europea. Cuando, vencedora, cree haber encontrado su lugar, se desencadena la tragedia.
Enrique Ocampo
, perteneciente a la ilustre familia de los Ocampo, es un hombre muy atractivo, romántico y sensible. Cualquier característica que lo defina queda opacada frente a su rasgo esencial, su motor de acción: él ama desesperadamente a Felicitas. Por ella es capaz de robar a sus padres, ultrajar el honor de Guerrero padre, irse a la guerra, dejar a su prometida, asesinar y suicidarse. Su participación como soldado en la Guerra de la Triple Alianza le permite abandonar su desfachatez juvenil y además encontrar su vocación: la pintura. Pero solo a una persona puede retratar sin mirar: a Felicitas, de quien espera por toda su vida el cumplimiento de una romántica promesa de juventud.
Manuela
Acogida desde pequeña en la casa de su prima Felicitas, Manuela vive a la sombra de esa mujer deslumbrante, su fiel compañera. Toda su femineidad se encuentra así opacada a la fuerza, pero también por decisión propia: ella sólo conoce el amor por las letras. Inclusive su reprimido amor por Enrique se diluirá ante la posibilidad de publicar su obra, momento en el que Manuela exterioriza la elección de su vida: prefiere perder totalmente su condición de mujer (firmará con un pseudónimo masculino y vestirá como hombre)ante la recompensa de vivir con autenticidad su sueño; decir y escribir lo que piensa e imagina. Es en ese momento, además, en el que podrá liberarse del abuso sexual de su tío Guerrero, símbolo de su sometimiento femenino.
Martín de Álzaga
Un hombre maduro cuando desposa a la pequeña Felicitas, Álzaga es el mejor representante de la clase patricia porteña del siglo XIX. Heredero de una riquísima familia unitaria, demuestra estar a la altura de lo que recibió solo por apellido al comportarse como un caballero único en gentileza, galantería y humildad. Es quien le cambia la vida a Felicitas al casarse con ella; lejos de quitarle la libertad y los sueños, le forja unas alas más importantes que las de antes, preparándola para ser una reina de Ajedrez que pueda jugar sin su rey. Cerca del fin de su vida, apuesta todo a esta nueva esposa, dejando en sombra su vida en el exilio junto a otros hijos habidos entonces. Su fortuna es legada a Felicitas en su totalidad. 
Guerrero
Es el padre de Felicitas, español, comerciante, fiel representante de lo peor de la alta sociedad. Se casa con una porteña de cuna y raza y ocupado de las apariencias, conserva el honor familiar ante la opinión de la gente al mismo tiempo que en la privacidad abusa de su propia sobrina. Felicitas es para él la niña capaz de ayudarlo en sus planes para seguir creciendo en sus negocios y ambiciones. Vislumbra en ella esa capacidad. Y será su albacea y consejero. Pero descuida lo que Felicitas convertida en mujer es capaz de desenmascarar. 
Felisa
Mujer de Guerrero y madre de Felicitas, es la fiel y reservada acompañante de la vida de su hija. El mejor ejemplo del modelo de mujer que tanto Felicitas como Manuela vienen a quebrar: dedicada a su marido, sus hijos y su casa, sin voz ni voto. Al final de su vida, viuda y rodeada de su descendencia habrá comprendido que algo mucho más profundo se movió en su hogar cuando  Felicitas se fue para siempre.
Samuel Sáenz Valiente
Samuel es buen mozo, galante, de buena familia y adinerado. En palabras de Felicitas, un “Martín de Álzaga joven”.

## Contexto histórico
Las últimas décadas del siglo XIX en la Argentina, y más aún en Buenos Aires, se destacan por la enormidad de cambios que trajeron. El país salía de un tirano que había durado dos décadas, al
mando del nombrado hombre fuerte Juan Manuel de Rosas. Con una libertad renovada, Buenos Aires se alquiló como sede de gobierno, y comenzó a conocerse como La Gran Aldea. Había influjo de inmigrantes a gran escala. Los límites de la ciudad se expandían constantemente. La arquitectura Colonial española se fusionaba con la de los italianos, los franceses y los ingleses. La Avenida más
importante de la ciudad, Avenida de Mayo, florecía con numerosos proyectos como el “tramway” de los ingleses. Aquí era donde se encontraba situado el barroco Club del Progreso, donde se fraguó la clase política del país durante muchas décadas. El ambiente de los socios de la elite cuajaba una colorida mezcla de ideales Europeos con aquellos de vida criolla. Presidentes, Gobernadores y Estancieros conspiraban aquí en nombre del Progreso, el ideal del momento.
Durante el siglo XIX, Argentina contaba con una importante población negra que desapareció misteriosamente, creando dudas y motivos improbables entre historiadores y antropólogos. Esta población Afro Argentina desempeñaba un rol importante en la sociedad de esos tiempos y llegó a formar parte de una clase media con su propio periódico, lugares de reunión e incluso una enramada formación política. Es reconocido, que gran parte de la población negra , fue enviada a morir en el frente de la llamada Guerra de la Triple Alianza. Con apoyo estratégico y financiero Británico, Argentina, Uruguay y Brasil juntaron sus fuerzas para aniquilar a la nación más desarrollada de la región, Paraguay. Esta guerra duró cinco años, desde 1865- 1870 con los paraguayos rehusando firmemente a rendirse hasta que la población masculina quedó reducida a una quinta parte. Niños de hasta nueve años de edad eran enviados a morir en batalla con burdos bigotes dibujados con betún para afear sus infantiles rostros.
El año 1870 dio lugar a cambios radicales en Buenos Aires. La música afroargentina, el candombe, se mezcló en las zonas pobres con los ritmos tradicionales traídos por los inmigrantes europeos,
fermentando en los cimientos de lo que más tarde sería el tango. Llegaban los últimos malones de indios a las fronteras de la ciudad, acosando a la civilidad con su invocada barbarie. El trasatlántico
“América” se hundió en las costas del Río de la Plata. Hacia 1872 la población Argentina, fue fuertemente diezmada por la epidemia de la Fiebre Amarilla. Aunque la plaga aniquiló a gran parte de la población, no logró detener la carrera desbocada hacia el gran Progreso.

## Tratamiento
Felicitas. Largometraje de ficción inspirado en un caso real
Buenos Aires, segunda mitad del siglo XIX. “Felicitas” es la historia de un amor nacido y contrariado durante la adolescencia, que perdura en la juventud y culmina en un trágico desenlace.
A los quince años, Felicitas Guerrero, hija mayor de una numerosa familia de la burguesía comercial, de luminosa e irresistible belleza, desata una intensa pasión amorosa en el romántico Enrique Ocampo, al que corresponde con igual fervor.
Los jóvenes mantienen un inocente noviazgo a espaldas del orden familiar, en el marco de una sociedad signada por la autoridad patriarcal, en el que la gran mayoría de las mujeres pasan de ser propiedad del padre a ser propiedad del marido.
Los únicos testigos de esta historia son Manuela Solá y Cristian Demaría, primos de la joven Felicitas y ligados a ella y a Enrique por contradictorios sentimientos.
El destino de la joven pareja se tuerce cuando el padre de Felicitas la entrega en matrimonio al hombre más acaudalado de la Argentina, Don Martín de Álzaga, 40 años mayor que la joven, desoyendo las súplicas y el visceral rechazo de la muchacha a ese matrimonio concertado con un hombre al que solo vio algunas veces como amigo de su padre. 
Pero la ambición de Carlos Guerrero no atiende razones y el casamiento se concreta luego de infrustrado intento de fuga, en el que la joven pareja se promete amor eterno y un futuro vínculo epistolar que los mantendrá ilusoriamente unidos.
Desconsolado, Enrique Ocampo se alista en el Ejército imponiéndose un alejamiento de la joven, tal vez con la secreta intención de olvidar o, más probablemente, buscando la muerte.
La vida de casada de Felicitas transcurre en la estancia La Postrera, en días interminables junto a un marido al que no ama pero tampoco odia, ya que es hombre de buen trato, sinceramente enamorado
de su mujer. Durante los primeros años, sólo la mantiene viva el recuerdo de Enrique y la espera de las prometidas cartas que jamás llegarán a sus manos y, más tarde, la necesidad de saber sobre
su amado, ya que se empezó a librar la guerra con Paraguay y Enrique está peleando en el frente.
El nacimiento de su hijo Félix pone luz en la vida de Felicitas, que deposita en ese niño todo el amor y la alegría postergados.
Es en las vísperas de los Carnavales de l870 cuando los enamorados se reencuentran. Ante un viaje que aleja a su marido, Felicitas se instala con su hijo en la casa de sus padres, en Barracas.
Por su lado, Enrique abandona esa guerra fratricida, asqueado de las atrocidades y estragos que presenció y vivió. Es ahora un hombre escéptico, pero obsesionado aún por su amor intacto hacia Felicitas y resignado, a su pesar, ante la decenas de cartas que le envió y que jamás tuvieron respuesta. Pero Manuela Solá le despeja toda duda; fue ella quien retuvo las cartas, movida por su secreto y vergonzante amor hacia Enrique. Arrepentida, también se confiesa ante su prima Felicitas, que huye hacia su estancia dejando a su niño en manos de los abuelos para que disfrute de los esperados Carnavales.
El amor de Felicitas y Enrique finalmente se consuma en La Postrera, adonde acude desesperado Enrique siguiendo los pasos de su amada. 
Pero la felicidad de la pareja dura un par de días. El pequeño Félix, allá en Barracas, es una de las primeras víctimas de la fiebre amarilla que luego se desatará como epidemia. Durante la agonía del
niño, Felicitas ruega a la Virgen por su salvación, pero sus ruegos no son escuchados y el niño muere una noche en brazos de su desesperada madre.
A su regreso, Álzaga no resiste esta terrible pérdida; su salud se quebranta y su propia tristeza sumada al desconsuelo de Felicitas lo vulneran, precipitando su muerte.Felicitas Guerrero de Álzaga es su heredera universal; luto tras luto, ya con 24 años y su belleza intacta, se reinserta en la vida social porteña.
Luego de la sucesión de pérdidas, Felicitas ya no es la misma mujer. Intenta cortar con su doloroso pasado y rechaza amordazada por la culpa, a Enrique, a quien percibe irremediablemente ligado a
la muerte de su hijo.
Se abre en su vida, por primera vez, la posibilidad de saber qué es lo que desea ahora para sí.
En esta búsqueda conoce casualmente a Samuel Sáenz Valiente, un estanciero vecino, joven, simpático y generoso, que le abre la perspectiva de un futuro placentero, fresco, lejano a las relaciones
atormentadas que signaron su vida. Felicitas debe luchar contra su padre, que ha ocupado el lugar de su marido y que no parece mirar con buenos ojos un nuevo casamiento.
No obstante, el compromiso se anunciará en una reunión familiar en la estancia La Postrera.Enrique Ocampo, se entera y portador de un amor intacto, aunque enfermizo y obsesivo, impedirá que ese futuro planeado por Felicitas se concrete.
El trágico desenlace que desencadena Enrique pone fin a la historia de un amor poderoso, apasionado, pero contrariado y plagado de desencuentros.
En su agonía, pese a lo sucedido, el último pensamiento de Felicitas es para Enrique Ocampo, el amante impetuoso, fiel y desgraciado.

## Visión de la directora
No es cierto que el amor muera
«Aquel que camina una sola legua sin amor, camina amortajado hacia su propio funeral.» Walt Whitman.
"La historia de Felicitas Guerrero llegó a mí hace más de veinte años. Un breve relato de la misma señala a una joven mujer, reconocida por su incomparable belleza y heredera de una inmensa fortuna, asesinada por su amante en Buenos Aires, en un tórrido verano, allá por enero de 1872. Esta breve descripción de los hechos disparó mi curiosidad y mi imaginación. Me pregunté porqué soy tan propensa a interesarme por la tragedia, porqué me produce tanta intriga y fascinación un crimen pasional. Porqué el amor y la muerte aparecen con insistente frecuencia en mis escritos. La decisión de hacer una película sobre su drama estaba tomada.
El espíritu del siglo XIX se ha caracterizado por el acento dramático de un romanticismo heroico y exaltado.
Infinitos relatos y cartas de hombres y mujeres que habitaron nuestra tierra así lo atestiguan. La familia patriarcal - que fue también la mía - funcionó como un paradigma de la sumisión, y mi ser mujer confrontó en un mundo dominado por los hombres, junto a mi pasión por las historias de amores imposibles. Debí atravesar múltiples experiencias personales antes de abordar este film, que demandó un arduo proceso de seis años hasta alcanzar el guion definitivo que acompaña este libro.
En una era dominada por las comunicaciones vivimos atravesados por un mundo que, paradójicamente, promueve el individualismo, la inmediatez en la concreción de los deseos, el erotismo exacerbado, la incomunicación y la ilusión de atrapar la juventud eterna. Un mundo que parece haber olvidado la responsabilidad - y el júbilo - que encierra el compromiso del amor.
Felicitas me plantea, pues, el desafío de una historia épica donde el amor heroico convive entramado con la acción, la intriga y la más absoluta desolación. Elijo narrar a Felicitas y a Enrique amándose, más allá de los impedimentos, más allá de la larga y dolorosa separación, más allá - aún - de la obediencia y de las desafortunadas decisiones, ajenas a la voluntad de ambos, que trastocaron un destino. Sé que solo así puedo abordarla porque - sospecho - el misterio encierra un gran amor.
La pasión me impulsa, como un motor incansable, en todos los ámbitos de la vida; me considero una romántica incurable. La historia de amor de Felicitas y Enrique se ajusta, con precisa fineza, a mis deseos de bucear en la complejidad de sus reglas inamovibles, en lo inevitable, en su sino trágico.
Hace ya muchos años que, influenciada por el cine de María Luisa Bemberg y habiendo tenido a “Camila” entre mis proyectos, sueño con una gran historia, con un relato que amalgame, generosamente, sensibilidad, romanticismo e infortunio. Así, vuelvo una y otra vez a “The Piano”. Me inspira esa intimidad penumbrosa de los personajes, en contraste con aquellos amplios planos de esa tierra salvaje sobre el mar. Viene a mi memoria "Sensatez y Sentimientos" y sus mujeres. Ellas, que esperan al hombre, lo desean en silencio o a viva a voz, sufren el camino inesperado del amor y nos brindan exquisita emoción. Asimismo "Fanny y Alexander", sus colores, sus texturas, lo que sucede por debajo de una apariencia bella; la descripción precisa y realista de la muerte. Fijo los rituales, los gestos, las costumbres, lo simple y reconocible, la vida misma. Y por supuesto Lorca, el gran poeta, siempre presente en mis reflexiones: la sangre que llega al río, el calor de la pasión que arrasa con uno, ausentándose el espacio para el reposo. Arranca de raíz el equilibrio, sin concesión alguna.
Felicitas me habla de mis antepasados. Ella me ha elegido. Quiere que cuente su historia, y le estoy agradecida.
Me impongo develar su espíritu, el de su alma en pena, el de una mujer a la que le es negado el derecho a elegir su vida, sometida a la imposición del Pater. Felicitas, una niña-mujer demasiado joven para ver y comprender lo que está en juego cuando no planifica con acierto la fuga, el límite, la conexión única que ofrece la libertad.
Ella me habita. Me siento tomada por sus propios sentimientos, sufro su pena. Me conmueve esa joven pura e inocente, inmersa en sueños, frágil de toda fragilidad en su amor por Enrique. Y al decir de Flaubert, yo también soy Felicitas.
El compromiso que supone entregarme a la realización de este film lleva implícito la manifestación de cada faceta de mi ser. Estoy decidida y enfocada con el descubrimiento que ello conlleva. Su fantasma me persigue.
El mito urbano, creado a partir de su muerte, me subyuga. Han transcurrido más de veinte años. Los obstáculos en la realización fueron innumerables. A pesar de ello me negué enfática y persistentemente, en este largo camino, a que se interpusieran o disiparan el centro de mi atención. Dicen que sólo así se consigue la libertad absoluta puesto que una, lejos de estar sola, involucra y atrae el infinito poder organizador del Universo. Teresa Costantini - mayo de 2009

## Premios
Premios Sur de la academia del cine argentino
- Mejor Diseño Vestuario -Beatriz Di Benedetto-

Cóndor de plata de los críticos cinematográficos del cine:
- Actriz Revelación Femenina -Sabrina Garciarena-

- Mejor Vestuario -Beatriz Di Benedetto-

- Mejor Dirección de Arte –Cristina Nigro-

## Nominaciones
11 Nominaciones a los premios Sur de la academia del cine argentino
- Mejor actriz de reparto - Ana Celentano

- Mejor actor de reparto - Luis Brandoni

- Mejor fotografía - Lula Carvalho

- Mejor dirección de arte - Cristina Nigro

- Mejor diseño de vestuario - Beatriz Di Benedetto

- Mejor maquillaje y caracterización - Identikit Facemakers

- Mejor música original - Nico Muhly

- Mejor sonido - Carlos Abbate

8 Nominaciones de los premios Cóndor de los críticos cinematográficos argentinos.
- Mejor actriz de reparto -Ana Celentano-

- Revelación Femenina -Sabrina Garciarena-

- Mejor Guion Original -Sabrina Farji, Graciela Maglie, Félix Quadros y María Teresa Correa-

- Mejor Fotografía -Lula Carvalho-

- Música Original -Nico Muhly-

- Dirección de Arte –Cristina Nigro-

- Vestuario -Beatriz Di Benedetto-

- Dirección de Sonido -Carlos Abbate-